# Acacia semilunata
Acacia semilunata — вид квіткових рослин з родини бобових. Ареал: Австралія (Квінсленд).

## Середовище
Зустрічається на низьких скелястих пагорбах, що ростуть на піщано-суглинних ґрунтах як частина відкритих евкаліптових лісових угруповань.

## Біоморфологічна характеристика
Цей кущ або дерево зазвичай виростає до 5 метрів заввишки. Він має товсті гілочки, які можуть бути вкриті дрібним білим порошкоподібним нальотом. Гілочки рідко бувають голими, а частіше рідко або помірно запушеними розлогими прямими волосками. Тонкі сіро-зелені філодії виглядають скупченими на своїх стеблах і зазвичай мають нерівносторонню вузькоеліптичну або довгасто-обернено-ланцетну форму; вони в довжину від 1,5 до 3 см і вшир від 5 до 9 мм і голі, за винятком кількох крайових волосків біля основи. Китицеподібні суцвіття зібрані у верхніх пазухах листків і мають кулясті квіткові головки, що містять від 15 до 20 золотистих квіток. Голі стручки, що утворюються після цвітіння, мають лінійну або дрібно вигнуту форму, у довжину до 8 см та вшир від 4 до 5 мм. Блискуче чорне насіння розташоване поздовжньо всередині стручків, має довгасту форму та довжину від 4 до 4,5 мм.